# Walter Gargano
Walter Alejandro Gargano Guevara (født 27. juli 1984 i Paysandú, Uruguay) er en uruguayansk fodboldspiller, der spiller som defensiv midtbanespiller hos Peñarol i hjemlandet. Tidligere har han optrådt for Danubio F.C., samt i Italien for Napoli, Parma og Inter og Monterrey i Mexico.

## Landshold
Gargano står (pr. april 2018) noteret for 63 kampe og én scoring for Uruguays landshold, som han debuterede for den 31. maj 2006 i en venskabskamp mod Libyen. Han var en del af den uruguayanske trup der nåede semifinalerne ved Copa América i 2007.

## Personlige liv
Gargano er gift med tidligere klubkammerat Marek Hamšíks søster, Miska. Parret har to børn, Matias som er født den 7. maj 2010 samt Thiago som er født 7. april 2012.